# سفينة الطاقة كارادينيز دوغان باي
سيفة الطاقة كارادينيز دوغان باي هي ليبيريا- موسومة كـمحطة طاقة عائمة ‏، مملوكة ومدارة من قبل كارباورشيب. بُنيت عام 1983 بواسطة ميتسوي في إيشهارا، شيبا، اليابان وكانت موسومة باسم MV سونو. أبحرت كسفينة شحن جاف تحت أسماء وأعلام مختلفة حتى تم تحويلها إلى باورشيب في عام 2010 في سيفيد، توزلا، تركيا. زوّدت الكهرباء لشبكة الكهرباء في جنوب شرق العراق. حالياً تزود الكهرباء في سيراليون.

## سفينة شحن
بُنيت السفينة عام 1983 (وفق بعض المصادر عام 1984) كسفينة شحن جاف مع رافعات على سطح السفينة بواسطة ورشة بناء السفن اليابانية ميتسوي في إيشهارا، شيبا برقم حوض 1264 وسُمّيت سونو. طول السفينة 188.14 م (617 قدم 3 بوصة) وعرضها 31.00 م (101 قدم 8 بوصة) وغاطسها 5.85 م (19 قدم 2 بوصة). بسعة 41,525 وتحمل 24٬729 GT. يتم دفع السفينة بواسطة محور واحد مزوّد بمحرك ديزل MAN B&W Diesel بقوة 13,100 حصان.
اشترتها شركة مصر للشحن في مصر وأعيدت تسميتها سقارة. ثم اشترتها شركة برايت ستار مارين في مالطا وأعيدت تسميتها سي بيس. وأدارتها شركة Thenamaris اليونانية تحت علم مالطا. المالك التالي كان شركة يونانية أخرى، Vulcanus Technical Maritime Enterprises S.A. وأعيدت تسميتها ميلبوميني.

### سفن شقيقة
- سي باكسر 2، مالطا (سابقاً أتون) (IMO 8117029)[3]
- رادونيش، ليبيريا (سابقاً أبيدوس) (IMO 8117017)[3]
- سيريدر، مالطا (سابقاً طيبة) (IMO 8204286)[3]

## سيفة الطاقة
استحوذت كارباورشيب على ميلبوميني في 2009 لغرض تحويلها إلى محطة طاقة عائمة تحت علم ليبيريا. وتمت إعادة تسميتها إلى سيفة الطاقة كارادينيز دوغان باي تيمناً بـ Nuri Doğan Karadeniz، المدير التنفيذي للشركة الأم.
تم تكليف ورشة سيفيد في توزلا، إسطنبول في مايو 2009 لتحويل السفينة عن طريق تركيب المولدات والمحولات ولوحات الكهرباء على متنها.
دوغان باي هي أول سفينة من نوعها، باورشيب بمحركات ديزل ثنائية الوقود على متنها. تحتوي السفينة على 12 وحدة مولدة لكل منها 10.53 ميجاوات، ثلاث وحدات في واحد من أربع أحواض السفينة ومراوح وأبراج مدخنة على السطح.
صنفت وكالة بوريو فريتاس السفينة بعد تحويلها كـ"خدمة خاصة - محطة طاقة عائمة".
في 3 أبريل 2010، كانت السفينة جاهزة للقيام بمهمتها الأولى في العراق، حيث أبحرت إلى البصرة ووصلت في 1 مايو.
رسَت دوغان باي في رصيف رقم 9 من ميناء أم قصر، جنوب شرق العراق، ووفّرت الكهرباء باستخدام وقود مصفى موفر من وزارة الطاقة العراقية لشبكة الكهرباء الوطنية. وأدارها طاقم تركي مع حوالي 70 حارساً محلياً. واستمرت في تزويد الكهرباء للعراق لمدة خمس سنوات حسب عقد مع وزارة الطاقة المحلية.
في يناير 2018، وقّعت كارباورشيب عقداً مع هيئة الكهرباء الوطنية في سيراليون لتزويد فريتاون بـ 30 ميجاوات لمدة خمس سنوات. حالياً السفينة في سيراليون.

## سجل السفينة
- سابقاً MV سونو[5]
- سابقاً MV سقارة، مصر-موسومة، مملوكة لشركة مصر للشحن[5]
- سابقاً MV سي بيس، مالطا-موسومة، مملوكة لشركة برايت ستار مارين[5][7]
- سابقاً MV ميلبوميني، مالطا-موسومة، مملوكة لشركة Vulcanus Technical Maritime Enterprises S.A.[1][9]